# Ethmia iranella
Ethmia iranella is een vlinder uit de familie grasmineermotten (Elachistidae). De wetenschappelijke naam is voor het eerst geldig gepubliceerd in 1940 door Zerny.
De soort komt voor in Europa.